# توسعه نامتوازن و مرکب
توسعه نامتوازن و مرکب (به انگلیسی: Uneven and combined development) یا توسعهٔ نابرابر و مرکب، یک مفهوم مارکسیستی است که برای توضیح مجموع پویایی‌های تاریخ بشری استفاده می‌شود. این مفهوم در اصل توسط انقلابی اهل روسیه، لئون تروتسکی در آغاز سدهٔ بیستم و در زمانی استفاده شد که او مشغول تحلیل آیندهٔ احتمالی رژیم تزاری در روسیه، و امکانات توسعه‌ای بود که در رابطه با اقتصاد و تمدن امپراتوری روسیه وجود داشت. توسعهٔ متوازن و مرکب مبنای استراتژی سیاسی او در رابطه با انقلاب مداوم بود، که به‌طور ضمنی این ایده را که جامعهٔ انسانی ناگزیر است از خلال یک توالی تک‌خطی توسعه بیابد و از «مرحله» های ضروری عبور نماید را رد می‌کرد. البته پیش از تروتسکی، افرادی همچون نیکلای چرنیشفسکی و واسیلی ورونتسف نیز ایدهٔ مشابهی را مطرح کرده‌بودند. این مفهوم امروز نیز توسط تروتسکیست‌ها و نیز مارکسیست‌های دیگری که به سیاست جهانی می‌پردازند مورد استفاده قرار می‌گیرد.